# Coelurosauria
Skupina Coelurosauria je vývojově pokročilou skupinou teropodních dinosaurů, kteří byli (a jsou) nejvíce anatomicky odvození a pravděpodobně vykazovali společnou vlastnost v podobě přítomnosti peří (viz Opeření dinosauři). Do této skupiny patří také všichni současní i vyhynulí ptáci.

## Charakteristika
Célurosauři byli různých velikostí, od osmitunového tyranosaura až po v současnosti žijícího kolibříka kalyptu nejmenší, vážící pouhé dva gramy. Z druhohorních dinosaurů (mimo praptáky) byl patrně nejmenší čínský rod Microraptor s dospělou hmotností 0,4 kilogramu. Různí célurosauři se živí jinou potravou, někteří jsou masožravci (např. Tyrannosaurus, Velociraptor nebo orel), jiní jsou převážně býložravci (např. Therizinosaurus nebo ara), a další jsou všežravci (bažant nebo zřejmě rod Oviraptor)
Skupinu Coelurosauria formálně pojmenoval v roce 1915 německý paleontolog Friedrich von Huene.

## Klasifikace
Skupinu Coelurosauria dělíme na čtyři podskupiny – Tyrannosauroidea, Compsognathidae, Ornithomimosauria a Maniraptora. Skupinu Maniraptora dále dělíme na – Alvarezsauridae, Therizinosauroidea, Oviraptorosauria, Deinonychosauria a Avialae (tj. současní ptáci a jejich nejbližší vyhynulí příbuzní; do podskupiny bývá někdy řazena také čeleď Scansoriopterygidae).
Nejstarším známým zástupcem tohoto kladu by mohl být čínský rod Eshanosaurus, žijící v období nejranější jury (asi před 201 až 196 miliony let), který je známý jen podle fragmentu spodní čelisti. Není ale jisté, zda se skutečně jedná o terizinosauroida nebo spíše o sauropodomorfa.

## Zástupci
- †Aniksosaurus
- †Aratasaurus
- †Bagaraatan
- †Bicentenaria
- †Lourinhanosaurus?
- †Phaedrolosaurus
- †Richardoestesia
- †Sciurumimus?
- †Teinurosaurus
- †Tugulusaurus
- †Xinjiangovenator
- †Zuolong
- †Megaraptora?
  - Tyrannoraptora (Sereno, 1999)
    - †Aorun

  - †Compsognathidae (zřejmě polyfyletická skupina)
    - †Tanycolagreus

  - †Tyrannosauroidea
  - Maniraptoromorpha (Cau, 2018)[5]
    - †Coelurus?

  - †Ornitholestes
  - Maniraptoriformes